# Agnotologie

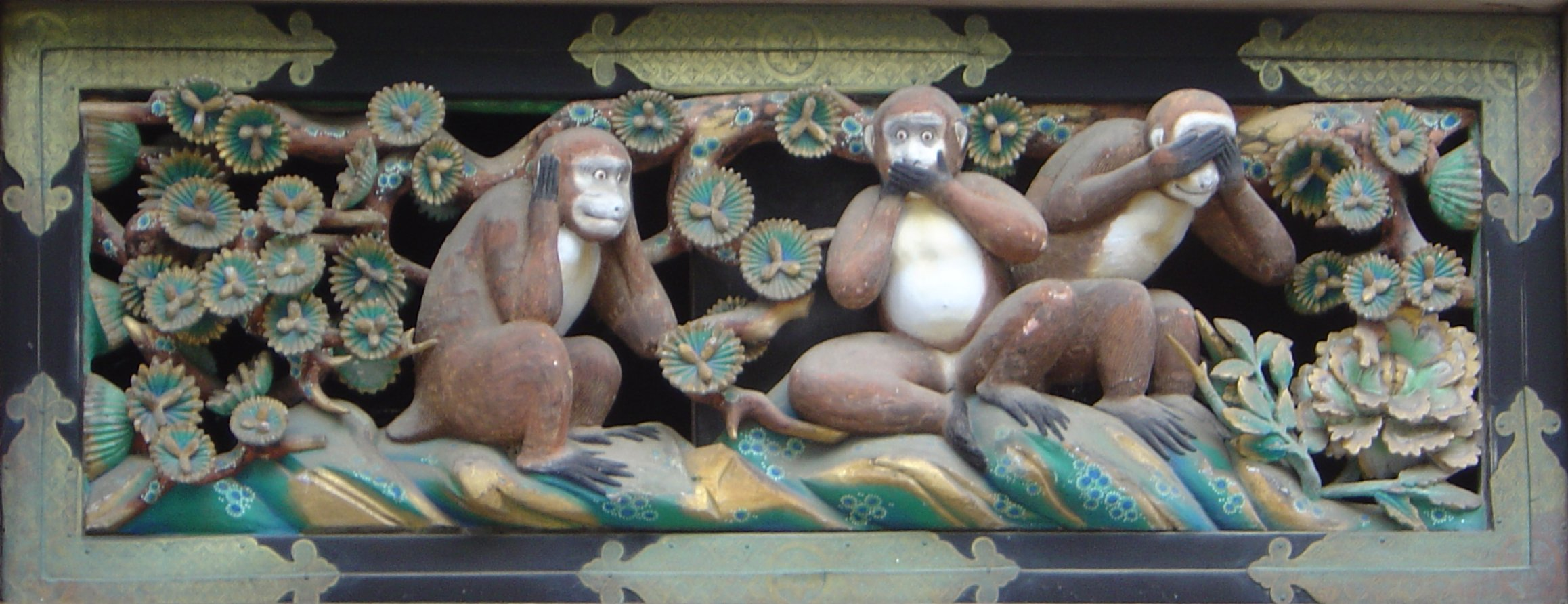
De drie apen (van links naar rechts: hoor geen kwaad, spreek geen kwaad, zie geen kwaad), een pictogram gebruikt door Proctor en Schiebinger in hun conferentie van 2005 "Agnotologie: de culturele productie van onwetendheid".

Agnotologie is de studie van cultureel-geïnduceerde onwetendheid of twijfel, met name de publicatie van onjuiste of misleidende wetenschappelijke gegevens. Het neologisme werd bedacht door Robert N. Proctor, een hoogleraar aan de Stanford-universiteit die gespecialiseerd is in de geschiedenis van de wetenschap en technologie.  Meer in het algemeen verwijst de term ook op het steeds vaker voorkomende probleem waarbij meer kennis van een onderwerp iemand meer onzeker laat zijn dan voorheen.
Een goed voorbeeld van opzettelijke realisatie van onwetendheid die aangehaald wordt door Proctor is de samenzwering van de tabaksindustrie om twijfel te zaaien over risico's van kanker door het gebruik van tabak. Onder de vlag van de wetenschap, produceerde de industrie onderzoek over alles behalve de gevaren van tabak om onzekerheid bij het publiek te exploiteren. Enkele van de oorzaken voor cultureel-geïnduceerde onwetendheid zijn het verzuim van de media, bedrijfs- of overheids geheimhouding en onderdrukking, het vernietigen van documenten, en ontelbare vormen van inherente of vermijdbare cultuurpolitieke selectiviteit, onoplettendheid en vergeetachtigheid.
Agnotologie richt zich ook op het hoe en waarom van diverse vormen van kennis die niet bij iemand binnenkomen, worden genegeerd of uitgesteld. Bijvoorbeeld de kennis over de platentektoniek werd minstens een decennium vertraagd, omdat het belangrijkste bewijs geclassificeerd was als geheime militaire informatie in verband met onderzeese oorlogsvoering.

## Geschiedenis

### Oorsprong
Proctor werd geciteerd met de term om het onderzoek te beschrijven, waarbij hij in 2001 zijn onderzoek "slechts half grappend" als "agnatologie" benoemde in een interview over zijn lapidaire werk met de kleurrijke rots-agaat. Hij verbond de twee schijnbaar ongerelateerde onderwerpen met het vaststellen van het gebrek aan geologische kennis en de studie van agaat sinds de eerste bekende beschrijving door Theophrastus in 300 v.Chr., ten opzichte van het uitgebreide onderzoek naar andere stenen en mineralen, zoals diamanten, asbest, graniet en kolen, die allemaal veel hogere commerciële waarde hebben. Hij zei dat agaat een "slachtoffer van de wetenschappelijke desinteresse" was met dezelfde "structurele apathie" die hij "de sociale constructie van onwetendheid" noemde.
Hij werd later geciteerd als het noemen van "agnotologie, de studie van onwetendheid," in een verhaal van de New York Times in 2003 over medische historici die getuigen als getuige-deskundige.
Proctor organiseerde samen met zijn vrouw Londa Schiebinger, ook hoogleraar wetenschapsgeschiedenis, een paar evenementen: de eerste was een workshop aan de Pennsylvania State University in 2003 met de titel "Agnatologie: de culturele productie van onwetendheid" en later een conferentie op de Stanford-universiteit in 2005 met dezelfde titel.

### Politieke economie
In 2004 gaf Londa Schiebinger een meer precieze definitie van agnotologie in een paper over de achttiende-eeuwse ontwikkeling van wetenschappelijke ontdekkingen en sekseverhoudingen, en contrasteerde het met epistemologie, de theorie van kennis, zeggende dat de laatste vraagt hoe we weten terwijl de eerstgenoemde vraagt waarom we niet weten: "Onwetendheid is vaak niet alleen de afwezigheid van kennis, maar een resultaat van culturele en politieke strijd."
Het gebruik ervan als een kritische beschrijving van de politieke economie werd uitgebouwd door Michael Betancourt in een artikel uit 2010 getiteld "immateriële waarde en schaarste in digitaal kapitalisme." Zijn analyse is gericht op de vastgoedzeepbel en de zeepbel-economie van de periode 1980 tot 2008. Betancourt stelt dat deze politieke economie "agnotologisch kapitalisme" moet worden genoemd, vanwege de systemische productie en het onderhoud van onwetendheid als een belangrijke eigenschap waarmee de economie in zijn analyse in staat is te functioneren, omdat het een "zeepbel-economie" mogelijk maakt.
Zijn argument wordt gesteld in relatie met het idee van affectieve arbeid. Hij stelt dat "de creatie van systemische onbekenden waarbij ieder potentieel 'feit' altijd inmiddels met een alternatief van ogenschijnlijk gelijk gewicht en waarde te maken heeft, verbinding maakt met de voorwaarden van de werkelijkheid, omstredenheid geeft en een bron van verwarring is, weerspiegeld door het onvermogen van de deelnemers om in bubbels zich bewust te zijn van de immanente ineenstorting totdat het is gebeurd. Het biopolitieke paradigma van afleiding, wat [Juan Martin] Prada "het leven om te genieten" noemt, kan alleen worden behouden als de onderliggende vernauwingen aan het oog onttrokken blijven. Als affectieve arbeid vervreemding helpt te verminderen, helpt agnotologie werkt voor het elimineren van mogelijkheden voor afwijkende meningen." In zijn visie is de rol van affectieve arbeid om de voortzetting van agnotologische effecten die het mogelijk maken de kapitalistische status quo te onderhouden.

## Agnoiologie
Een soortgelijk woord van dezelfde Griekse wortels is agnoiologie en heeft als betekenis "de wetenschap of studie van onwetendheid, welke bepalend is voor de kwaliteit en condities" of "de leer over die dingen waarvan we noodzakelijkerwijs onwetend zijn", beschrijft een tak van de filosofie bestudeerd door James Frederick Ferrier in de 19e eeuw.

## Invloed van de media
De beschikbaarheid van zulke grote hoeveelheden van kennis in dit informatietijdperk heeft niet noodzakelijkerwijs als gevolg dat de burgers goed geïnformeerd zijn. In plaats daarvan stelt het veel mensen in staat om selecief informatie te kiezen in blogs of nieuws die de bestaande overtuigingen versterkt, en te worden afgeleid van nieuwe informatie door herhalende en basale entertainment. Er is tegenstrijdig bewijs over hoe televisiekijken intelligentie beïnvloedt alsook de vorming van waarden.
Een opkomende nieuwe wetenschappelijke discipline die connecties heeft met agnotologie is cognitronics: cognitronics heeft als doel (a) de verstoringen in de perceptie van de wereld te expliciteren veroorzaakt door de informatiemaatschappij en globalisering en (b) het omgaan met deze verstoringen op verschillende gebieden... Cognitronics bestudeert en is op zoek naar mogelijkheden tot verbetering van cognitieve mechanismen van het verwerken van informatie en de ontwikkeling van de emotionele sfeer van de persoonlijkheid - de manieren die gericht zijn op compensatie van drie genoemde verschuivingen in de systemen van waarden en, als een indirect gevolg, voor de manieren van ontwikkeling van symbolische informatie verwerkingsvaardigheden van de leerlingen, taalkundige mechanismen, associatieve en redeneervermogens, brede geestelijke vooruitzichten, zijn belangrijke randvoorwaarden van succesvol werk op praktisch elk gebied van de professionele activiteit in de informatiemaatschappij.